# 什托雷
什托雷（斯洛維尼亞語： 發音：[ˈʃtoːɾɛ]），是斯洛維尼亞東部什托雷市鎮的城鎮及行政中心。它位於采列以東的沃格拉伊納河兩岸。當地是下施蒂里亞傳統地區的一部分，現在被包括在薩維尼亞統計區。

## 歷史
直到第二次世界大戰，什托雷都是 Kresnike 村的一個聚落（今天 Kresnike 是什托雷的一個小聚落）。該鎮是從19世紀中葉開始發展起來，當時在周圍山丘發現煤礦後，該地區建立了煉鋼廠。

## 外部連結
- 维基共享资源上的相關多媒體資源：什托雷
- Štore on Geopedia （页面存档备份，存于）